# Лебяжье (Добровский район)
Лебя́жье — село Большехомутецкого сельсовета Добровского района Липецкой области. Расположено на шоссе Липецк — Ссёлки — Борисовка.
Стоит на правом берегу реки Колпинки; на левом — центр поселения село Большой Хомутец.
Возникло в конце XVII века.
Название — по прежде существовавшему тут Лебяжьему озеру, где гнездились лебеди.
Ранее (до 1990-х годов?) было центром ныне упраздненного Лебяженского сельсовета.

## Население
| 2006 | 2010 |
| ---- | ---- |
| 274  | ↗278 |